# Centromerus minutissimus
Centromerus minutissimus är en spindelart som beskrevs av Merrett och Powell 1993. Centromerus minutissimus ingår i släktet Centromerus och familjen täckvävarspindlar. Inga underarter finns listade i Catalogue of Life.